# 赖瓦勒
赖瓦勒（法語：Raival，法語發音：[ʁɛval]）是法国默兹省的一个市镇，属于巴勒迪克区。

## 地理
赖瓦勒（48°52'14"N, 5°16'4"E）面积19.22 平方千米，位于法国大東部大區默兹省，该省份为法国西北部内陆省份，北与比利时接壤，西接马恩省和阿登省，南至上马恩省和孚日省，东临默尔特-摩泽尔省。
与赖瓦勒接壤的市镇（或旧市镇、城区）包括：贝尔兰、莱欧德谢、埃里兹拉布吕莱、小埃里兹、艾尔河畔隆尚、艾尔河畔尼塞、艾尔河畔皮埃尔菲特、朗贝库尔-索迈讷、塞尼厄勒。

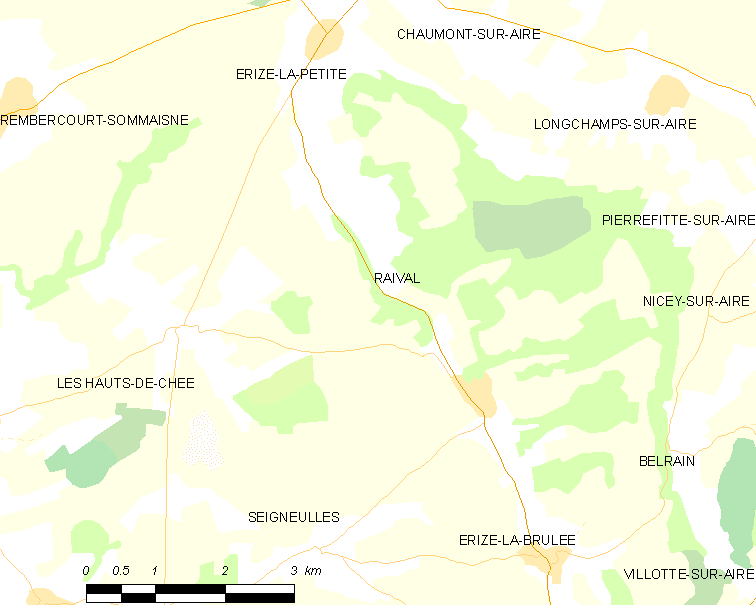
赖瓦勒的OSM定位图

赖瓦勒的时区为UTC+01:00、UTC+02:00（夏令时）。

## 行政
赖瓦勒的邮政编码为55260，INSEE市镇编码为55442。

## 政治
赖瓦勒所属的省级选区为巴勒迪克第一县。

## 人口

1962-2008年间赖瓦勒人口变化图示

赖瓦勒于2022年1月1日时的人口数量为241人。